# Distretto di Ahmadabad
Il distretto di Ahmadabad è un distretto dell'Afghanistan appartenente alla provincia della Paktia. Conta una popolazione di 28.441 abitanti (dati 2015).